# Power to the People (álbum de Poison)
Power to the People es un álbum de estudio de la banda de Hard rock, Poison. Lanzado el 13 de junio de 2000 bajo el sello independiente de la banda Cyanide Music. El disco contiene 5 nuevas canciones de estudio y 12 canciones en vivo extraídas de la gira de reunión de la banda en 1999.

## Listado de temas
1. «Power to the People» (3:20)
2. «Can't Bring Me Down» (3:29)
3. «The Last Song» (4:21)
4. «Strange» (3:16)
5. «I Hate Every Bone in Your Body but Mine» (3:10)
6. «Intro/Look What the Cat Dragged In»
7. «I Want Action»
8. «Something to Believe In»
9. «Love on the Rocks»
10. «C.C.» (Solo)
11. «Fallen Angel»
12. «Let It Play»
13. «Rikki» (Solo)
14. «Every Rose Has Its Thorn»
15. «Unskinny Bop»
16. «Nothin' but a Good Time»
17. «Talk Dirty to Me»

## Sencillos
- «Power to the People»
- «The Last Song»

## Personal
- Bret Michaels – Voz, Guitarra
- C.C. DeVille – Guitarra
- Bobby Dall – Bajo
- Rikki Rockett – Batería